# Pantodinus klugi
Pantodinus klugi är en skalbaggsart som beskrevs av Hermann Burmeister 1847. Pantodinus klugi ingår i släktet Pantodinus och familjen Cetoniidae. Inga underarter finns listade i Catalogue of Life.